# Fracción del pan

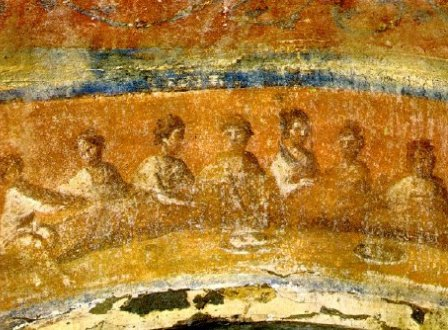
La fracción ceremonial del pan eucarístico.

La fracción del pan (del latín, fractio panis) o también partición del pan, es el acto ceremonial de partir y repartir el pan en algunas tradiciones cristianas, y fue un gesto fundamental de comunión entre los miembros de la Iglesia primitiva. El pan tiene una importante carga simbólica en el cristianismo, ya que representa el cuerpo de Cristo (transubstanciación), y la frase fractio panis se repite constantemente en la literatura cristiana primitiva, así como en la Biblia y los escritos apostólicos.
En casi todas las liturgias cristianas, la fracción del pan es uno de las cuatro acciones de la eucaristía:
1. El «ofertorio»: tomar el pan y el vino (cuerpo y sangre de Cristo).
2. La «consagración»: agradecer a Dios el pan y el vino.
3. La «fracción»: partir el pan.
4. La «comunión»: distribuir el pan y el vino.